# Reverenza
Reverenza is een compositie van Natanael Berg. Het is een muzikale révérence en eerbetoon aan zijn leermeester en de dirigent Armas Järnefelt, die op 14 augustus 1949 zijn tachtigste verjaardag vierde. Een drietal dagen later vonden enige festiviteiten plaats, waarbij Berg een toespraak hield en Reverenza werd uitgevoerd. Daarna verdween het van het toneel, net als het meeste werk van deze Zweedse componist.